# Eyreovo jezero
Eyreovo jezero (anglicky Kati Thanda–Lake Eyre) je bezodtoké slané jezero v Jižní Austrálii. Jedná se o největší australské jezero. Nachází se v depresi v suchém pouštním místě. Má rozlohu 9 500 km². V závislosti na sezónních přítocích dosahuje maximální hloubky 20 m. Leží 12 m pod úrovní mořské hladiny. Kati Thanda je domorodý termín pro jezero a oblast kolem něj.

## Původ názvu
Jezero bylo pojmenováno na počest britského koloniálního úředníka Edwarda Johna Eyrea, který v roce 1839 vedl průzkumnou expedici ve vnitrozemí Jižní Austrálie.

## Pobřeží
Na jihu se nacházejí dva větší zálivy Belt Bay a Madigan Gulf, který dále pokračuje do Jižního Eyrova jezera.

## Vodní režim

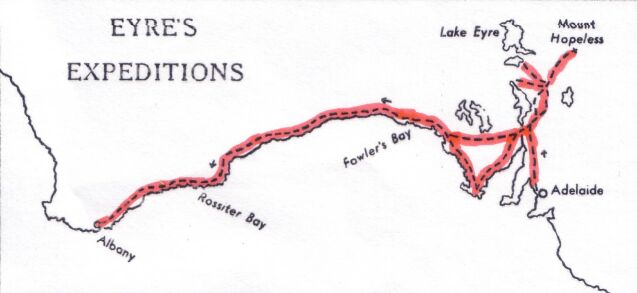
Mapa Eyreovy výpravy z roku 1839

Naplňuje se jenom v létě, kdy do něj periodicky ústí několik řek resp. potoků. Ze severu to jsou Warburton a Macumba, ze západu Neales, Davenport a Douglas a z jihu Warriner, Margaret, Stuart, Gregory a Frome. Ve zbývající části roku se přeměňuje ve slanisko. Jezero velmi výrazně mění svou velikost. Je nejníže položeným[kde?] velkým jezerem.[zdroj⁠?!] V důsledku nízkých srážek (méně než 120 mm ročně) je jezero většinou téměř suchou slanou pánví. Solná kůra bývá často až 1 m silná. Naplnění s průměrnou hloubkou 1,5 m dosahuje průměrně jednou za 3 roky a s průměrnou hloubkou 4 m jednou za 10 let.

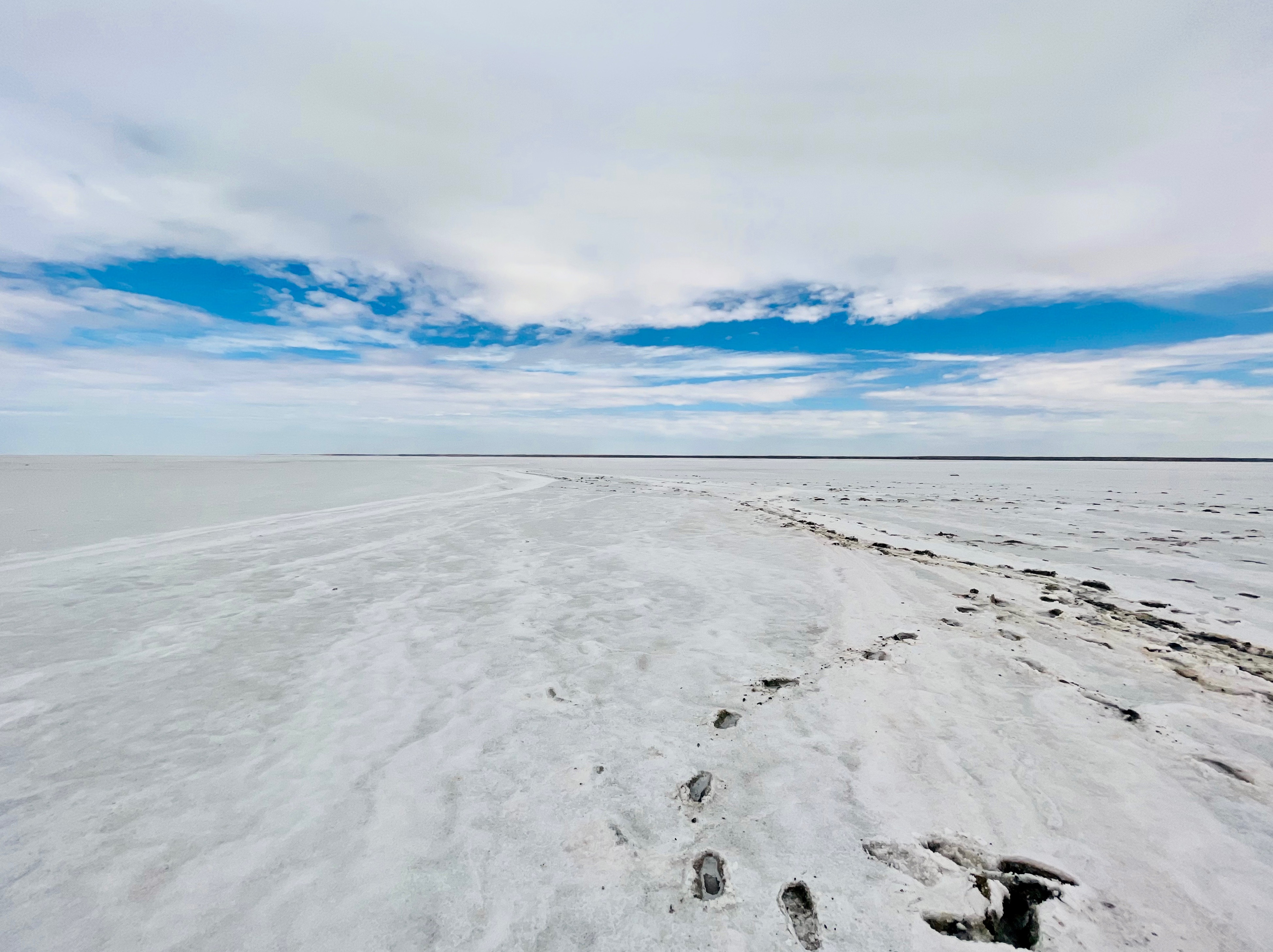
Solné pláně vyschlého jezera (duben 2021)

Počtvrté za uplynulých 160 let se jezero začalo zcela naplňovat v první polovině roku 2025. Stalo se tak v důsledku přívalových dešťů, které ve státě Queensland způsobil tropický cyklon Alfred. Plné kapacity naplnění dosáhlo Eyreovo jezero předtím naposledy v roce 1974, tj. teprve potřetí od začátku měření.

## Ochrana přírody
Jezero je spolu s okolím a několika menšími jezery součástí národního parku Lake Eyre National Park, který byl na základě úmluvy mezi místním austrálským obyvatelstvem z kmene Arabana a příslušným vládním rezortem 14. listopadu 2013 přejmenován na Kati Thanda-Lake Eyre National Park. Huntův poloostrov a Brooksův ostrov v jižní části jezera s okolím tvoří přírodní rezervaci Elliot Price Conservation Park.

## Jezero v literatuře
Přírodní prostředí Eyreova jezera a jeho okolí detailně popsal australský spisovatel, cestovatel a geolog Arthur Upfield ve svém detektivním románu Bony buys a woman (v českém překladu tento příběh vyšel pod názvem Bony kupuje ženu v r. 1977, 2. vydání v roce 1995).